# Kościół Wniebowzięcia Najświętszej Maryi Panny w Gryficach
Kościół pw. Wniebowzięcia Najświętszej Maryi Panny w Gryficach (kościół Mariacki) (niem. St. Marienkirche) – kościół farny, jeden z obiektów sakralnych w mieście, zbudowany w okresie od przełomu XIII/XIV do końca XV w.
Jest gotycką budowlą sakralną na planie wieloboku o sklepieniu krzyżowo-żebrowym i gwiaździstym, którą na przestrzeni wieków odbudowywano (1659-1668), rozbudowywano i przebudowywano (XVII i XIX w.). Prócz prezbiterium, hali nawowej oraz wieży, posiadała dwie dobudowane kaplice pw. Panny Marii (dziś: zakrystia) oraz Mariacką. Kościół został konsekrowany w 1498 r. Obiekt sakralny obejmuje 1108 m² powierzchni i 15905 m³ kubatury (według innych źródeł 1115 m² powierzchni i 38660 m³ kubatury). Na zewnętrznych elewacjach można odnaleźć fryzy metopowe, maszkarony, zdobione krzyżem i lilią skarpy, maswerki, które należą do rzadkości sakralnego zdobnictwa architektonicznego na Pomorzu Zachodnim. Kościół posiada zabytkowe wyposażenie, do których m.in. należy: chrzcielnica romańska z XIII w., gotycki tryptyk z końca XV w., barokowy ołtarz główny, oraz osiemnastowieczne: ambonę, prospekt organowy, stalle, liczne płyty nagrobne oraz epitafia.

## Położenie obiektu
Kościół farny jest położony w centralnej części Starego Miasta, na południe od placu Zwycięstwa i przedzielony pierzeją południową. Kalenicą zwrócony do ul. Kościelnej. Usytuowany został w tzw. bloku przyrynkowym od jego południowej strony, w narożu ulic: Niepodległości, Kościelnej i Wojska Polskiego.
Główny portal kościoła jest usytuowany od strony ul. Niepodległości, w elewacji zachodniej wieży kościelnej. Wejścia, tzw. boczne znajdują się przy południowej ścianie korpusu nawowego.

## Historia budowy obiektu sakralnego

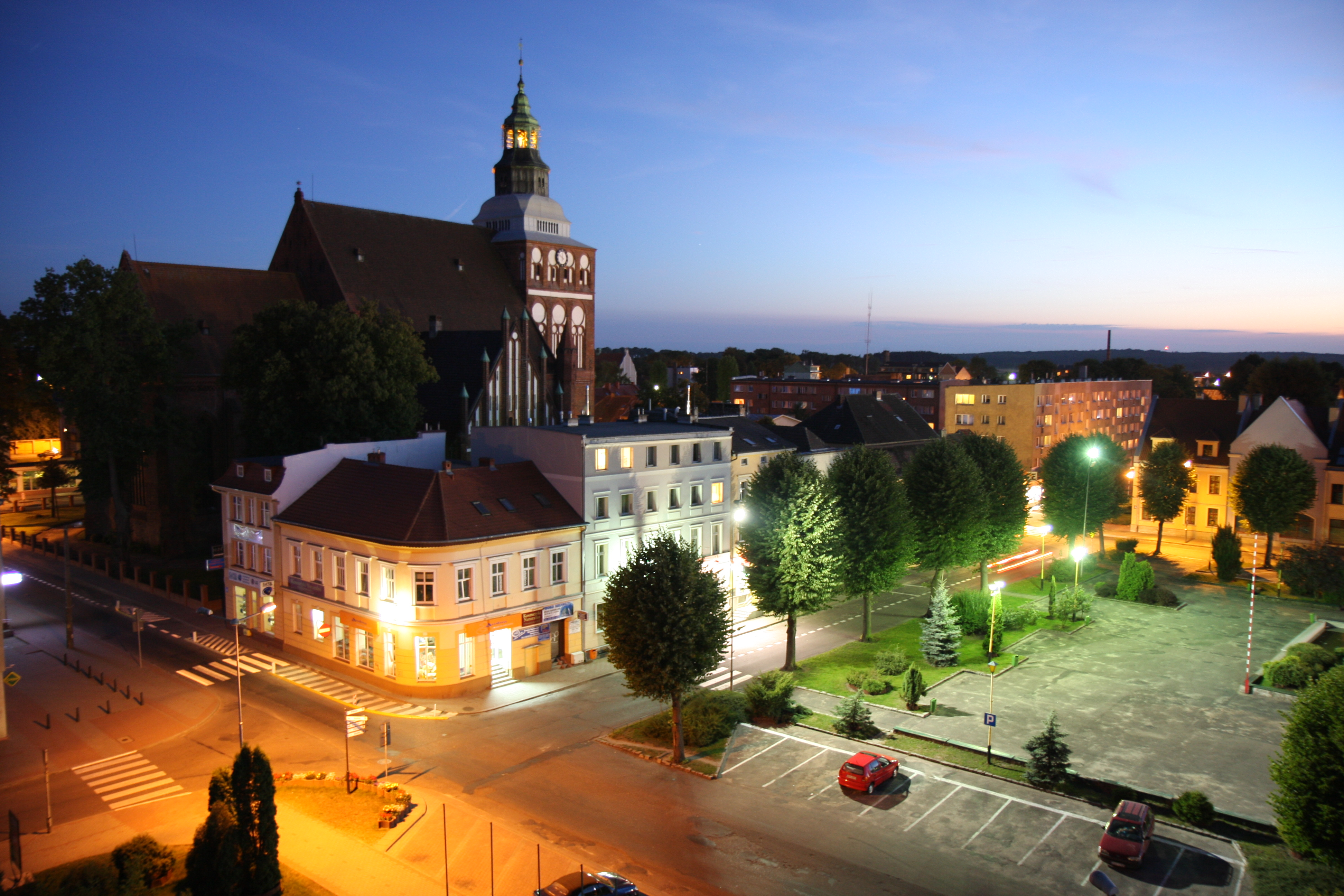
Widok na kościół Mariacki o zachodzie słońca (2008 r.)

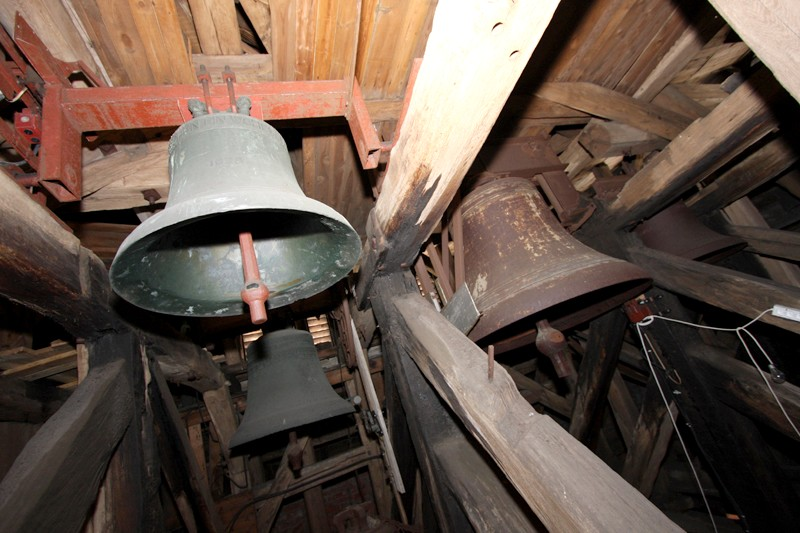
Dzwony kościoła WNMP

Początki budowy kościoła WNMP w Gryficach przypadają na przełom XIII/XIV w. Data rozpoczęcia budowy kościoła farnego nie jest znana. Pod datą 1297 r. widnieje wzmianka źródłowa o proboszczu Ludevinusie. Świadczy to, że budowa obiektu była zaawansowana i spełniała częściowo swoją funkcję. Kamień węgielny prawdopodobnie położono w kilkanaście lat później, choć istnieją przesłanki, że obecny kościół powstał w miejscu dawnego – drewnianego. Wiąże się to z nadaniem prawa miejskiego w 1262 r. i budową miasta na lewym brzegu rzeki Regi.
W pierwszej kolei zbudowano wschodnią część kościoła (dziś: prezbiterium), równolegle z Kaplicą pw. Panny Marii (niem.) Kapelle der Jungfrau Maria, która do 1534 r. odgrywała rolę kościelnego skarbca (dziś: zakrystia). Część tej budowy została zakończona w początkach XIV w. Korpus nawowy, środkową część obecnego kościoła zbudowano według innych koncepcji architektonicznych w latach 1300–1350. Przy budowie zastosowano różną rozpiętość ścian nośnych. Południowa jest szersza od północnej. Również zastosowano odmienne profile ościeży. W literaturze przedmiotu pojawia się pogląd, że pierwszym etapem budowy była nawowa część obiektu sakralnego. Autorzy koncepcji o budowie korpusu nawowego jako pierwszego powołują się na ciągły fryz (tzw. metopowy) o motywie kwiecistym bądź winnej latorośli, które jako jedyne o tym motywie występuje na obiekcie sakralnym. Pozostałą część budowli wypełniają fryzy ze ślepym maswerkiem.
W kilkadziesiąt lat później powstała wieża kościelna, prawdopodobnie w początkach XV w. Pierwotnie wykonano ją na podbudowie granitu, wyższe partie z cegły, górne natomiast zbudowane zostały z drewna. Posiadała dach dwuspadowy ze smukłym spiczastym hełmem. Obecny wygląd elewacji wieży i jej zwieńczenie jest efektem późniejszych przebudów po pożarach w 1496, 1562, 1568 i 1658 r. Ostatnim stadium rozbudowy była kaplica Mariacka (niem.) Kapelle der Maria, która została usytuowana przy północnej elewacji korpusu nawowego. Jej ukończenie w roku 1498 zwieńczył proces powstawania świątyni. W tym roku też nastąpiła konsekracja kościoła, której dokonał bp. kamieński Martin von Karith.
Do 13 grudnia 1534 r. świątynia podlegała Kościołowi łacińskiemu, następnie, w wyniku reformacji przejęta została przez Kościół luterański. Spowodowało to znaczne zaniedbanie obiektu, zarządzanego przez ówczesnych diakonów. Prace restauracyjne podjęto z początkiem XVII w., kiedy to od nowa urządzono bibliotekę, dokonano reperacji organów oraz poddano renowacji zwieńczenie wieży.
31 marca 1658 r. pożar zniszczył południową, zachodnią i centralną część miasta, w tym kościół, z którego ostały się częściowo ściany nośne, filary. Z pożaru ocalała kaplica Mariacka. W latach 1659–1668 przeprowadzono odbudowę obiektu sakralnego. Odbudowano ściany nośne i odtworzono górne części nadpalonych filarów. W 1663 r. rozpoczęto odbudowę wieży kościelnej, która uległa zawaleniu. W rok później poświęcono i zawieszono trzy nowe odlane dzwony i jeden dodatkowy, który został przeniesiony z bramy Kamiennej. W 1667 r. odrestaurowano wnętrze kościoła. Elewacja wewnętrzna została pobielona, wymienione zostały ławy w nawach, zbudowano nową kazalnicę i stalle w prezbiterium. Kościół został odbudowany m.in. dzięki fundacji elektora Fryderyka Wilhelma i licznemu zaangażowaniu mieszkańców miasta i okolic.

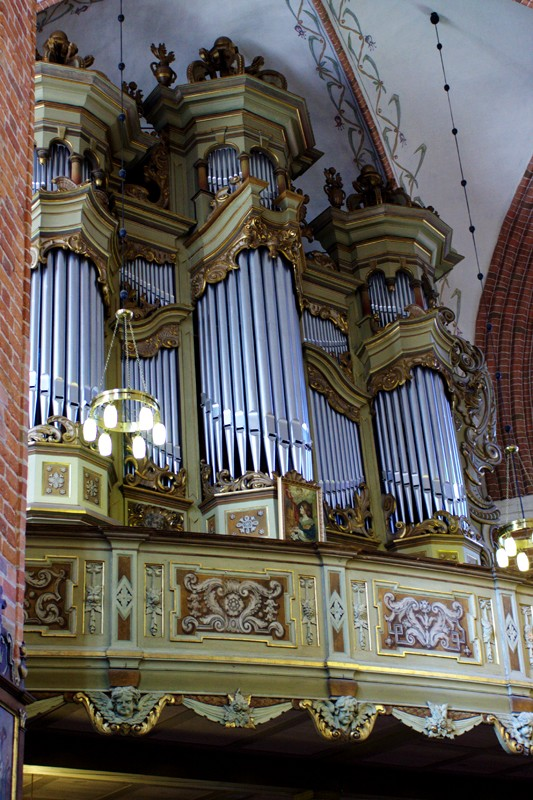
Prospekt organowy kościoła WNMP

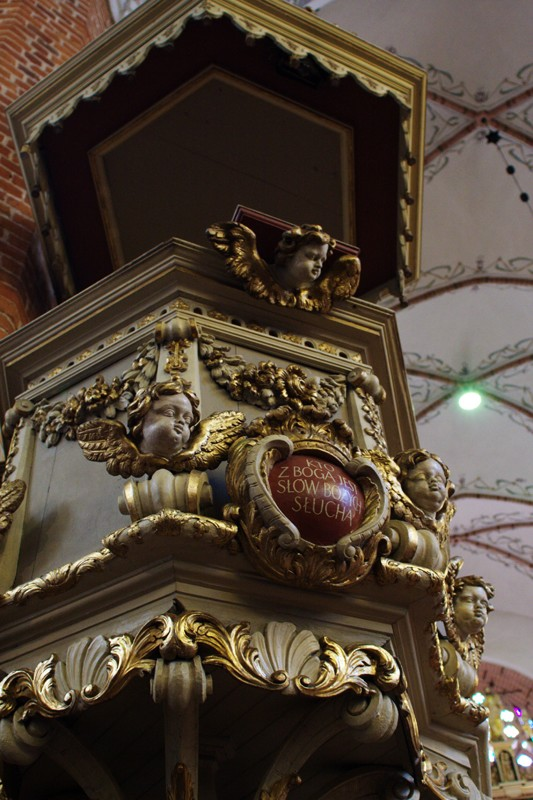
XVIII-wieczna ambona

Główny ołtarz został wykonany ok. 1700 r. Prawdopodobnie nawiązuje do wcześniejszego ołtarza Rudolfa Stockmanna, który uległ zniszczeniu podczas pożaru. Trzykondygnacyjne i trzyosiowe (łac.) altarium o wym. 12.00 × 4,80 × 0,70 m jest w całości poświęcone „Męce Chrystusa”. W 1732 r. zamontowano nowe 40-głosowe organy, które zostały wykonane przez S. D. Richtera, kołobrzeskiego organomistrza. W II poł. XVIII w. zbudowano ambonę, która już dziś nie jest wykorzystywana. W wieku XIX przeprowadzono większe naprawy i remonty, a do poważniejszych przedsięwzięć należy zaliczyć m.in. zmianę zwieńczenia wieży, którą dokonano w 1859 r. Zmiana polegała na usunięciu zniszczałego barokowego hełmu wraz z latarnią i założeniu nowego, miedzianego. W 1870 r. przeprowadzono prace remontowe i rekonstrukcję zniszczonych elementów architektury (tzw. regotyzację). Zamierzeniem szczecińskiego architekta Konrada Kruhla było odtworzenie wyglądu kościoła oraz włączenie nowych neogotyckich elementów, np.: nowych szczytów prezbiterium, kaplicy Mariackiej i zakrystii. W latach 1909–1910 przeprowadzono dalsze prace remontowo-restauracyjne pod kierunkiem W. Rossowa, które obejmowały wnętrze obiektu sakralnego. W ich wyniku zmieniono m.in. kształt sklepienia. Jego konstrukcję oparto na szkielecie krzyżowo-żebrowym. Zrekonstruowano również służki sklepienne na filarach i założono nowe opaski na kapitelach. Wnętrze kościoła pokryto nowym tynkiem, a wysklepki sklepień – polichromią. Renowacji poddano jednocześnie zabytki ruchome, tj. organy wraz z prospektem organowym, empory, ławy oraz obrazy.
W latach 70. XX w. przeprowadzono prace termomodernizacyjne (węzeł grzewczy). Ostatnie lata przełomu XX/XXI w. przyniosły również przedsięwzięcia o charakterze konserwacyjno-renowacyjnym, czego wynikiem m.in. była wymiana pokrycia dachowego i poprawa wyglądu estetycznego wieży kościelnej. W 1948 r. zostały powieszone i poświęcone trzy dzwony: św. Wojciecha (1100 kg), św. Stanisława (biskupa) (700 kg) oraz św. Kazimierza (60 kg). W 1957 r. ołtarz główny został poddany konserwacji. W 1984 r. do użytku oddano nową plebanię, którą wybudowano przy ul. 3-Maja 17. W 1990 r. zbudowano ołtarz soborowy według projektu Romana Falarczyka. W 2003 r. zmienione zostało ogrodzenie terenu przykościelnego. 18 maja 2005 r. przy południowej elewacji wieży kościelnej odsłonięto pomnik pp. Jana Pawła II. 180-centymetrową rzeźbę z brązu usytuowano na głazie granitowym według projektu Aliny Sołdygi-Solskiej.

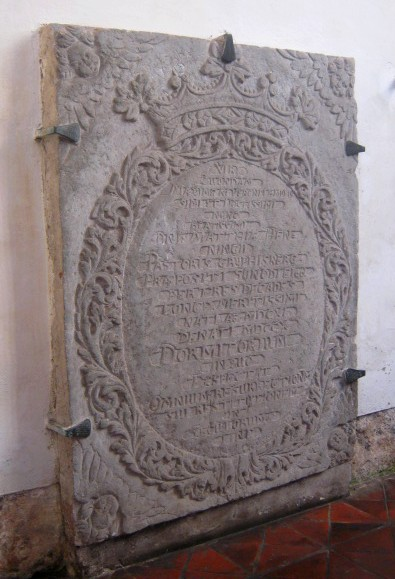
XVIII-wieczne epitafium w kruchcie kościoła

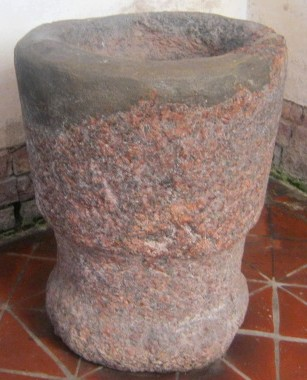
Romańska chrzcielnica

Kościół był bogato wyposażony, w charakterystyczne elementy dla świątyń średniowiecznych. Z przekazów źródłowych wiadomo, że istniało w nim 15 ołtarzy (w tym 14 bocznych), ławy, wiele kosztownych sprzętów, w tym bogato zdobionych naczyń i ksiąg liturgicznych, kilka dzwonów oraz biblioteka przykościelna. Do najbardziej znanych zabytków kościoła należał alabastrowo-marmurowy ołtarz, który był wykonany przez antwerpskiego mistrza – Rudolfa Stockmanna i wczesnośredniowieczna granitowa chrzcielnica, która obecnie jest usytuowana w kruchcie. Kościół wyposażony jest w liczne epitafia z okresu XVIII w. (jest ich ponad 40), freski postaci biblijnych oraz tzw. dziękczynne (polichromia). Epitafia znajdują się w kruchcie, części nawowej, prezbiterium oraz kaplicy Mariackiej. Obiekt sakralny został wzbogacony o cenny XV-wieczny tryptyk o wym. 1,53 × 1,12 m, który został przeniesiony w latach 60. XX w. z kościoła pw. Niepokalanego Poczęcia Najświętszej Marii Panny w Górzycy. Obecnie tworzy ołtarz boczny kościoła, umieszczony przed południową nawą boczną.
Według zachowanych źródeł do dziś poświadczonych zostało 31 wikarii i 7 bractw, które działały przy kościele Mariackim.
W latach 1945–1977 kościół podlegał pod parafię Najświętszego Serca Pana Jezusa w Gryficach, która była prowadzona przez Zgromadzenia zakonnego Księży Chrystusowców. 10 sierpnia 1977 r. erygowano parafię pw. Wniebowzięcia Najświętszej Maryi Panny w Gryficach przy kościele Mariackim. W latach 1945–1961 kościół był włączony w struktury dekanatu nowogardzkiego administratury apostolskiej, natomiast od 1961 r. należy do nowo utworzonego dekanatu gryfickiego, który został włączony 28 czerwca 1972 r. do archidiecezji szczecińsko-kamieńskiej. Obiekt sakralny został wpisany do rejestru zabytków dziedzictwa narodowego (nr rej. z 4 maja 1956 r.)

## Wygląd zabytku

### Ogólna charakterystyka
| Składowe kościoła Mariackiego | Powierzchnia | Kubatura |
| ----------------------------- | ------------ | -------- |
| Prezbiterium                  | 189,7        | 5 891    |
| Zakrystia                     | 59,1         | 985      |
| Korpus nawowy                 | 645          | 21 526   |
| Kaplica Mariacka              | 93,5         | 2 918    |
| Wieża kościelna               | 127,7        | 7 240    |
| Razem (Σ)                     | 1115 m²      | 38660 m³ |

Obiekt sakralny (typ kościoła halowego) został zbudowany w stylu gotyckim. Powstał na planie wieloboku o wymiarach 61,95 × 25,75 m. Składa się z trzech głównych części: wieży, trzynawowej hali i prezbiterium. Do kolejnych należą: zakrystia i kaplica Mariacka. Do budowy obiektu wykorzystano: granit, cegłę (w tym: wiśniówkę i zendrówkę), drewno i dachówkę.
Prezbiterium o trzech przęsłach zostało zbudowane na planie prostokąta o wymiarach 19,2 × 10,78 m. Przy nim usytuowana została zakrystia (od południowej strony). Korpus nawowy, również na planie prostokąta tworzy obszerna trójnawowa i czteroprzęsłowa hala o systemie wiązanym i wymiarach 27,25 × 23,67 m. Od strony północnej korpusu dobudowana została kaplica Mariacka. Czterokondygnacyjna wieża (dzwonnica zwarta) położona na polu prostokąta (16,27 × 14,65 m) składa się z pięciu, przedzielonych gzymsami działowymi części. Została dostawiona do korpusu nawowego ścianą wschodnią. Wysokość jej wynosi 51,5 m. Wieża kościelna, która posiada elementy renesansowe i barokowe została usytuowana po stronie zachodniej obiektu sakralnego. Cechą charakterystyczną budowli jest przewaga linii wertykalnych (pionowych) nad horyzontalnymi (poziomymi).
Według K. Szczygła, [w:] Raport o stanie zabytków w Gryficach – budowla osiągnęła w swoim ostatecznym kształcie 1108 m² powierzchni i 15905 m³ kubatury. W publikacji A. Dobosiewicz Gryfice na przestrzeni wieków – Gryfice na starej fotografii dane powierzchni i kubatury są ujęte odmiennie. Autorka podała powierzchnię 1115 m² i kubaturę 38660 m³. Jeszcze inne dane tyczące powierzchni obiektu sakralnego podaje Zenon Wyrwiński w publikacji pt. Kościół pw. Wniebowzięcia Najświętszej Marii Panny w Gryficach. Według niego budowla posiada 1581 m². Różnica pól powierzchni w dwóch pierwszych przypadkach jest niewielka, wynosi 7 m². Pomiędzy pierwszym a trzecim: 472 m² a drugim i trzecim: 465 m². Dane kubatury także różnią się. Różnica w dwóch pierwszych przypadkach wynosi 22755 m³. Różnice w danych, które pojawiły się wynikają prawdopodobnie z błędów pomiarowych, obliczeniowych lub podania powierzchni i kubatury netto.

### Prezbiterium

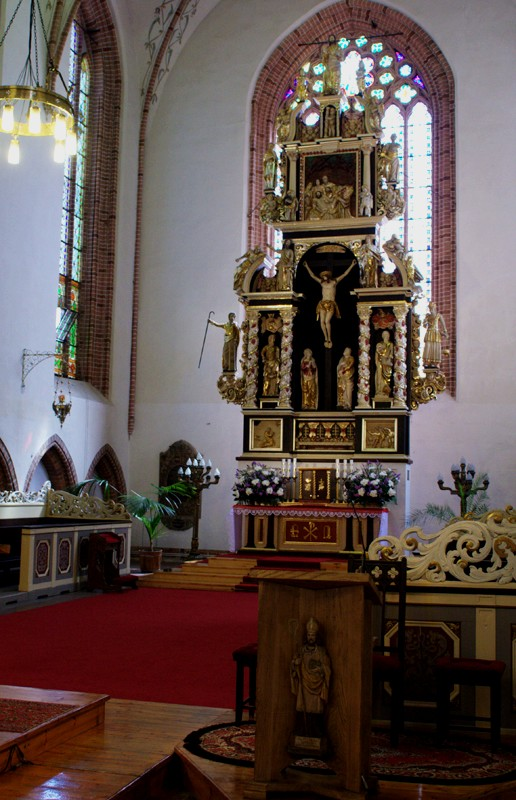
Ołtarz główny

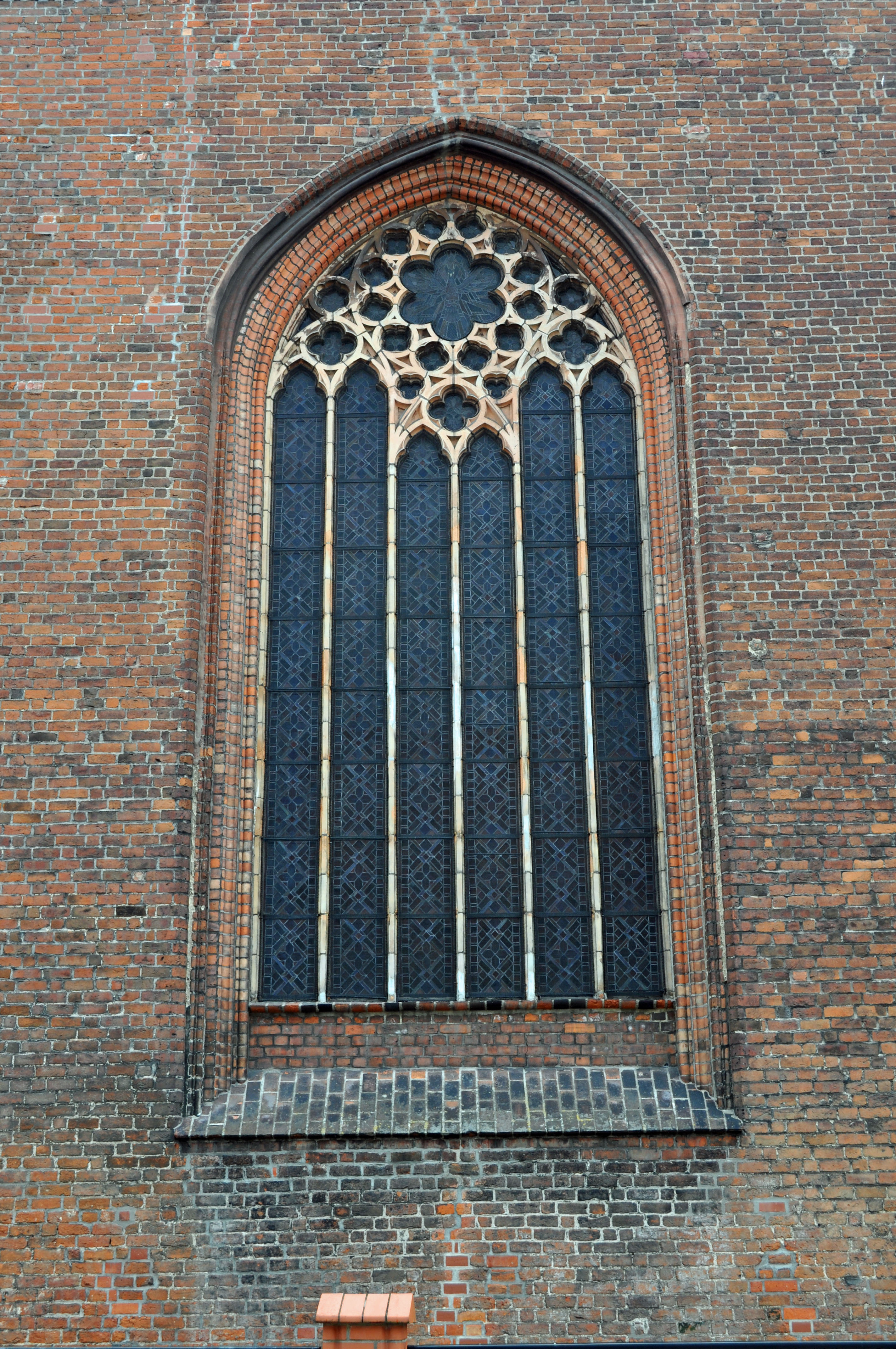
Maswerk na oknie prezbiterium (strona wschodnia)

Prezbiterium szczytem zwrócone jest do ul. Wojska Polskiego, kalenicą natomiast do ul. Kościelnej. Wschodnia część kościoła pokryta została dachem dwuspadowym z małymi lukarnami. Są one kwadratowe, dwuskrzydłowe i pokryte daszkiem namiotowym.
Elewacja wschodnia posiada jedno ostrołukowe niepełne okno o dwóch uskokach i trzech węgarach, przedzielone pięcioma laskami oraz wypełnione witrażem. Przedstawia on wizerunek Ducha Świętego pod postacią gołębia. Górna część okna wypełniona została charakterystycznym maswerkiem (typ rozety), stosowanym w architekturze, natomiast dolna posiada podmurówkę nad pulpitowym gzymsem parapetowym. Elewacja została związana dwoma narożnymi pięciometrowymi skarpami. W dolnej części zawierają elementy dekoracyjne z dolnymi ostrołukowymi wnękami o jednym uskoku (wnęka prawa), o dwóch węgarach i zaokrąglonym uskoku (wnęka lewa, która posiada także ślepą archiwoltę). Nad prawą wnęką usytuowany został trójścienny wykusz, u dołu wykończony gzymsem działowym. Powyżej znajdują się obiegniki o jednym uskoku, nad którymi zostały umieszczone trójkątne wimpergi ze ślepymi maswerkami wraz z umieszczonymi symbolami. Nawiązują one do religii katolickiej. Jest to lilia i krzyż. W Kościele katolickim lilia jest symbolem maryjnym, natomiast krzyż – chrześcijańskim Taki sposób zdobienia skarp jest nigdzie niespotykanym na Pomorzu.
Część szczytową (rodzaj frontonu) od części dolnej oddziela gzyms działowy, z fryzem ciągłym o ślepym maswerku (tynkowane na biało). Fragment pomiędzy gzymsem a fryzem (tzw. mutuła) wypełniona jest poziomymi rustykowymi profilami, na co składają się kształtki o przekroju podwałka ułożone naprzemiennie z tzw. cegły wiśniówki i zendrówki. W części górnej znajdują się liczne blendy, Pierwszy, dolny szereg tworzy siedem jednolitych blend przedzielonych laską ze ślepym maswerkiem oraz dwóch-trzech uskokach. Drugi, położony nad gzymsem o odmiennym tynkowanym fryzie i ślepym maswerku zawiera pięć blend o dwóch-trzech uskokach, z czego dwie pary są symetrycznie ułożone względem największej środkowej. Blendy są tynkowane na biało. Naroża ściany są udekorowane sterczynami o daszku namiotowym, natomiast wykończenie szczytu grzebieniem – czołganką (motyw krzyża), który nawiązuje do wimpergi.

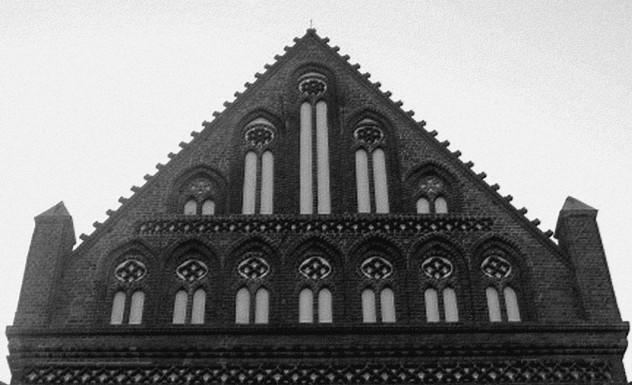
Szczyt fasady prezbiterium z blendami o ślepym maswerku

W ścianie północnej prezbiterium zostały usytuowane trzy pełne okna przedzielone dwoma laskami o dwóch węgarach i dwóch uskokach (okno lewe) i jednym węgarze wraz z uskokiem (okno środkowe i prawe). Jako jedyne w obiekcie posiadają XIX-wieczne witraże. Nad oknami umieszczony jest gzyms, a u spodu fryz ciągły, tynkowany o ślepym maswerku. Przestrzeń wypełnia mutuła o identycznym profilu jak w poprzedniej części elewacji. Okna posiadają pulpitowe parapety. Ścianę wzmocniono trzema skarpami. Pomiędzy drugą a trzecią przyporą, tuż pod trzecim oknem umieszczony jest zamurowany ostrołukowy portal o trzech uskokach i nieregularnym podwójnym węgarem ze ślepą archiwoltą. Przyozdobione ornamentem w kształcie trójliści, gruszek i wklęsek. Prawdopodobnie było to niegdyś główne wejście od strony dziś ul. Wojska Polskiego, zanim dobudowano kolejne, składowe części kościoła. Portal otacza murowany punkt składu opału, z dwoma wejściami o jednym uskoku i łuku odcinkowym. W ścianie południowej, prócz dobudowanej zakrystii znajduje się jedno pełne ostrołukowe okno, wyglądem podobne do tych od strony północnej.
Wnętrze prezbiterium o sklepieniu krzyżowo-żebrowym wypełnia główny barokowy ołtarz o wym. 12.00 × 4,80 × 0.70 m, trzy boczne neobarokowe stalle, kazalnica i XVIII-wieczne epitafia oraz kandelabry. Znajduje się tu również nieużytkowana przyścienna, koszowa i podparta figurą anioła (barokowa) ambona o wym. 6.00 × 1,75 m. Prezbiterium bezpośrednio połączone jest z zakrystią za pomocą ostrołukowego portalu o czterech uskokach oraz z korpusem nawowym poprzez arkadę łuku tęczowego.

#### Zakrystia

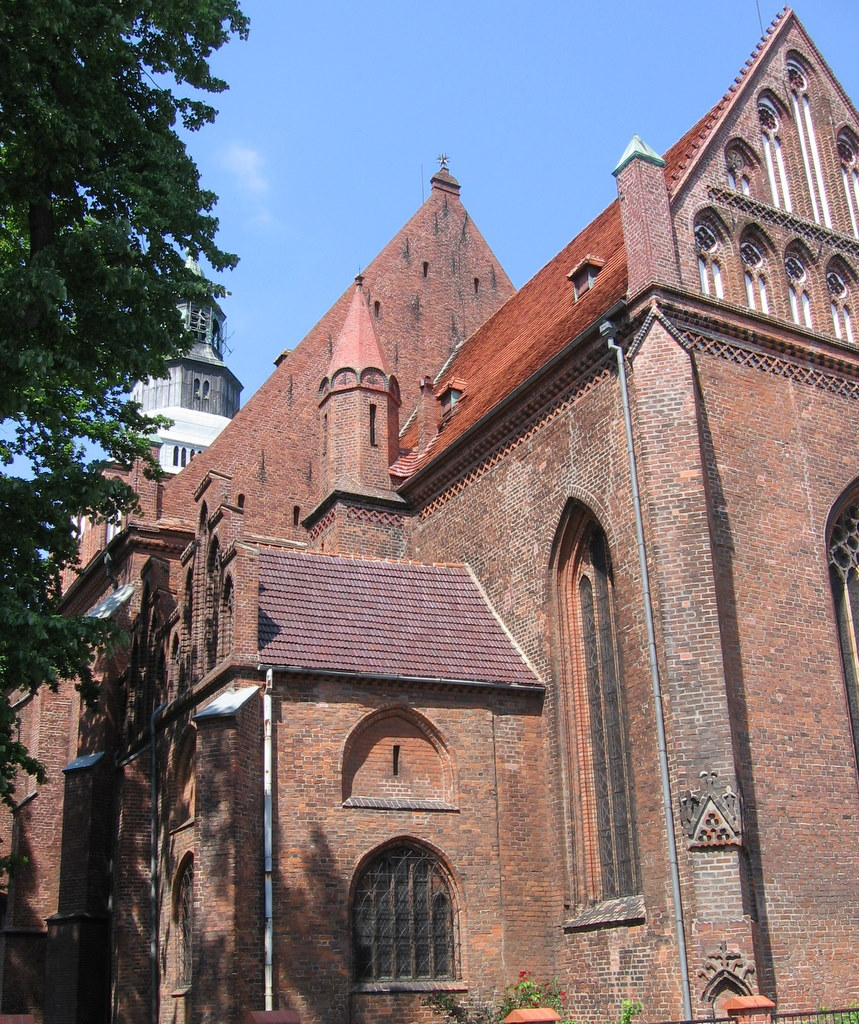
Zakrystia i południowo-wschodnia część prezbiterium

Do południowej części ściany prezbiterium i wschodniej korpusu nawowego dobudowana została jednoprzęsłowa kaplica południowa (niem.) Süd-Kapelle (dziś: zakrystia) o podwójnym dwuspadowym dachu, kalenicą zwróconą do ul. Wojska Polskiego. Powstała na planie prostokąta.
W fasadowej ścianie usytuowane zostały dwa o znacznej rozpiętości łuku i małej nasadzie okna, z jednym uskokiem, czterech laskach i wypełnione witrażem. Nad nimi umieszczone są o podobnym kształcie wnęki z pojedynczym węgarem i pionowymi, wąskimi otworami z dolnym pulpitowym gzymsem parapetowym. Ściana jest związana skarpami narożnymi. Parę okien i wnęk przedziela wąska skarpa, która dodatkowo wzmacnia elewację południową. Pod lewym oknem znajduje się wejście do zakrystii o prostej profilowanej ościeży i łuku przypominającym łuk Tudorów, co świadczy o późniejszej jego przebudowie.
Fasadę wieńczy schodkowy szczyt z blendami (rodzaj podwójnego frontonu), za którymi zostały ukryte podwójne dwuspadowe dachy. Blendy o jednym uskoku są ułożone tuż nad gzymsem działowym z licem pulpitowym. Dziesięć tynkowanych na biało segmentowych blend zostało przedzielonych laską. Posiadają ślepe, tynkowane maswerki i są rozmieszczone symetrycznie względem osi fasady. W środkowej części nad zakrystią wystaje część ośmiobocznej wieżyczki, zwieńczonej dachem namiotowym. Wieżyczka, o cechach sterczyny jest przedłużeniem skarpy, która została usytuowana nad licowanym gzymsem z ciągłym fryzem o ślepym, tynkowanym maswerku. W części zadaszenia posiada fryz arkadkowy, z symboliką maryjną, a tuż pod nim, cztery wąskie okna. Uskoki szczytów zostały zwieńczone tzw. gzymsem koronującym o wklęsło-wypukłych gąsiorach. Boczna, wschodnia ściana zakrystii posiada identyczne okno jak w części fasadowej oraz wnękę, która usytuowana jest bezpośrednio nad nim.
Wnętrze zakrystii składa się z dwóch pomieszczeń o różnych sklepieniach, tj. krzyżowo-żebrowym i gwiaździstym. Połączone są one jednym ostrołukowym przejściem ze schodami. Jedno z pomieszczeń położone jest na półpiętrze (tzw. mezzanino).

### Korpus nawowy

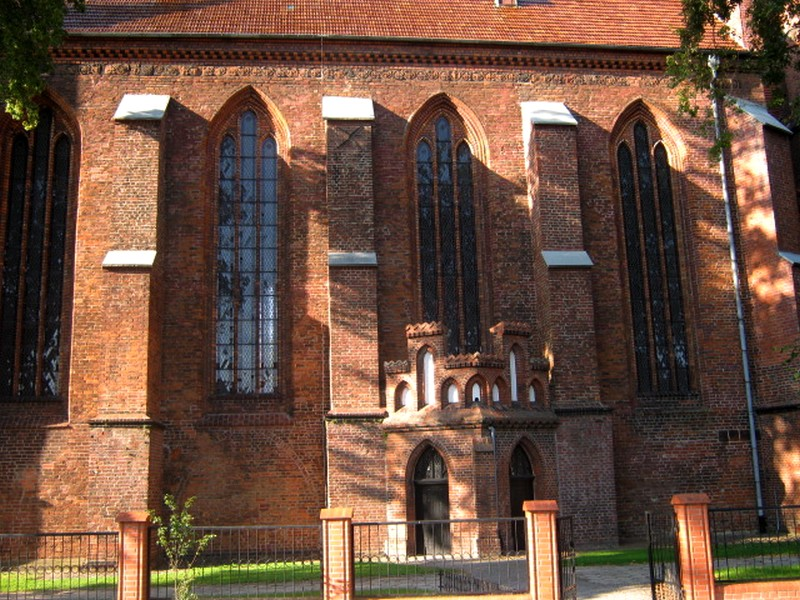
Południowa elewacja korpusu nawowego

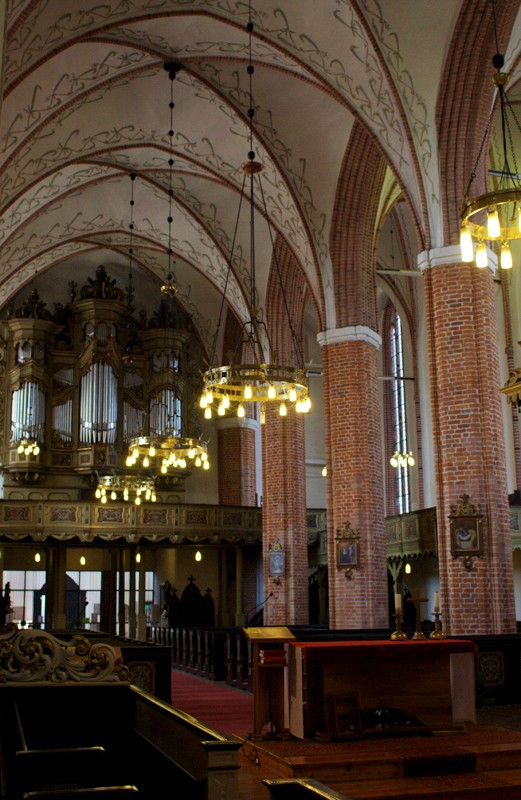
Hala nawowa kościoła WNMP

Korpus nawowy łączy się ze ścianą zachodnią prezbiterium i zakrystii. Kalenicą zwrócony jest do ul. Kościelnej. Hala została przykryta dachem dwuspadowym z małymi lukarnami, niegdyś zwieńczona sygnaturką. Razem z zadaszeniem dobudowanej kaplicy Mariackiej tworzy dach typu wielopołaciowego, kalenicą lekko zachodząc na wieżę kościoła.
Na ścianie szczytowej usytuowane zostało jedno ostrołukowe okno o jednym uskoku z pulpitowym parapetem, które jest przedzielone dwoma laskami. Posiada podmurówkę i dodatkowy pulpitowy gzyms parapetowy. Tuż pod nim, w narożu ściany znajduje się zamurowane ostrołukowe wejście o jednym uskoku. Nad oknem biegnie gzyms z krótkim fryzem metopowym o motywie roślinnym wraz z charakterystyczną mutułą. Naroża zostały zwieńczone sterczynami i wzmocnione skarpami. Szczyt ściany, który posiada liczne wąskie otwory okienne został zwieńczony gwiazdą. Południowa ściana posiada cztery czterowęgarowe, niepełne ostrołukowe okna, przedzielone dwoma laskami i wypełnione witrażem. Okna na tej elewacji posiadają podmurówkę, a u dołu pulpitowe gzymsy parapetowe.
Część ściany od połaci dachowej oddziela gzyms z rustykowym profilem u spodu (kształtki o przekroju podwałka) i z fryzem ciągłym metopowym o motywie winnej latorośli. Jest to drugi taki fryz, jaki jest spotykany na Pomorzu w budownictwie sakralnym. Podobny występuje na elewacji pofranciszkańskiego kościoła św. Jana Ewangelisty w Szczecinie. W niektórych publikacjach autorzy sugerują, że został przeniesiony z dawnego, rozebranego kościoła franciszkańskiego, który był usytuowany przy ul. Kościelnej w Gryficach. We fragmencie pod prawym oknem południowej ściany również występują metopy, które zostały wmurowane do południowej elewacji (tzw. spolie). Nad fryzem górnym (mutuła) widoczne są dwa rzędy dwu i trzywarstwowe ściany o wątku krzyżowym. Długość elewacji została związana dwoma skarpami i wzmocniona trzema o dwóch uskokach, które usytuowano pomiędzy oknami.
Pomiędzy drugą a trzecią skarpą, w dolnej części elewacji dobudowane zostało boczne wejście do kościoła. Położone jest na planie sześcioboku, kątem zwrócone w stronę ul. Kościelnej. Na dwóch ścianach znajdują się dwa ostrołukowe portale o dwóch uskokach, z czego drugi tworzy ościeże. Nad drzwiami umieszczono tzw. ostrołukowe nadświetla, które przedzielone zostały trzema laskami i wypełnione witrażem. Naroże wzmocnione zostało skarpą. W części górnej, która została przedzielona gzymsem działowym z licem pulpitowym – umieszczono siedem ostrołukowych blend (jedną narożną i dwie pary mniejszych i większych o dwóch uskokach). Boczne wejście zostało zwieńczone podwójnym szczytem schodkowym o dachu pogrążonym. Uskoki szczytów zostały zwieńczone pulpitowym licem z tzw. gzymsem koronującym, podwójnym rustykowym profilu i wklęsło-wypukłych gąsiorach.
Na elewacji zachodniej korpusu, z jednej i drugiej strony znajdują się ślepe archiwolty z trzema wnękami i dwoma zamurowanymi portalami. Po prawej stronie (w górnej części) znajduje się prostokątna, zaokrąglona o pełnym łuku wnęka. U dołu zaś (zamurowany) portal, o łuku wklęsło-wypukłym ostrym (nazywany potocznie mnisim, od charakterystycznego obrysu łuku) i jednym ostrołukowym uskoku. Z lewej strony natomiast widoczne są dwie wnęki, z czego górna jest prostokątna o jednym uskoku, środkowa szersza, lecz zaokrąglona łukiem odcinkowym i dolna (zamurowany portal) o łuku wklęsło-wypukłym ostrym i dwóch uskokach. Wykończona jest charakterystyczną wimpergą. Ściana zachodnia jest wzmocniona skarpami i ośmiobocznymi wieżami o dachu namiotowym. Górne części wieży są szersze od dolnej, przedzielone poziomym rustykowym profilem. Posiadają również fryz typu arkadkowego oraz tzw. metopy o motywie roślinnym. Szczyty dachowe wieży wieńczą kwiatony.

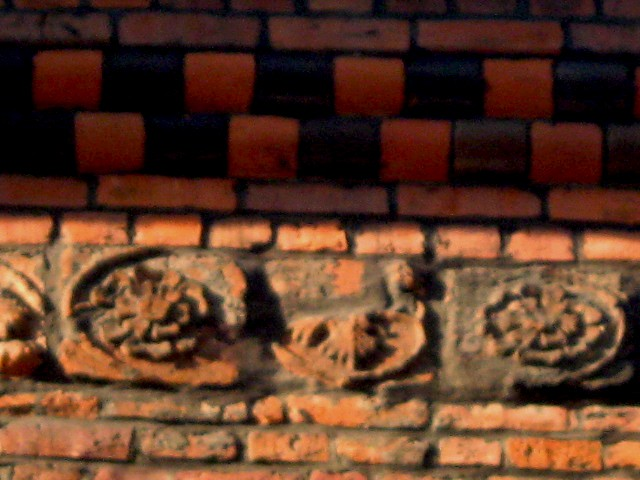
Fryz metopowy

W ścianie północnej korpusu nawowego umieszczono dwa okna o dwóch uskokach, które są przedzielone dwoma laskami, z czego jedno występuje bezpośrednio nad skrzydłem budynku. W górnej części występuje gzyms, z fryzem metopowym o motywie kwiecistym i mutułą, która jest identyczna do południowej. Skrzydło charakteryzuje się prostą zabudową z ostrołukowym zamurowanym portalem o trzech ściętych uskokach (tzw. portal „umarłych”, z którego wiodły drzwi łączące korpus z przykościelnym cmentarzem) z wyodrębnionym kapitelem i strefą baz. Zwieńczone jest licowanym, pulpitowym gzymsem naddrzwiowym. Ścianę wzmacnia jedna skarpa usytuowana między oknami i dwie narożne. Z lewej strony elewacji została dobudowana kaplica Mariacka.
Z kruchty do korpusu nawowego wiodą szerokie metalowe i oszklone drzwi (główne dwuskrzydłowe i para bocznych jednoskrzydłowych) z prostokątnym nadświetlem. Konstrukcja części nawowej o sklepieniu krzyżowo-żebrowym i systemie wiązanym jest wsparta na sześciu głównych i ośmiobocznych filarach, które są połączone poprzecznymi belkami z przyporami. Cztery pozostałe są przyparte do muru zachodniej i wschodniej ściany korpusu i pełnią dodatkowo rolę skarpy. Główne filary przedzielają nawę główną korpusu od naw bocznych (podchórza). Nad nawami bocznymi mieszczą się drewniane empory, wsparte krokwiami. Boczne empory są połączone z częścią prospektu organowego. Korpus posiada dodatkowo dwie galerie z osobnymi wejściami, które są umieszczone na południowej i północnej ścianie. Spełniają rolę bocznych, dodatkowych chórów. Na wprost południowego podchórza znajduje się XV-wieczny, boczny ołtarz szafowy (tryptyk). Wewnętrzna elewacja zawiera XVIII-wieczne epitafia i jest pokryta wieloma wielobarwnymi freskami, tj. figuralnymi polichromiami.

#### Kaplica Mariacka

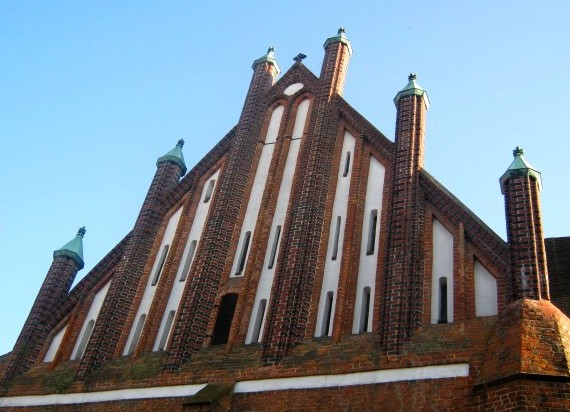
Sterczynowy szczyt fasady kaplicy Mariackiej kościoła WNMP

Do północnej elewacji korpusu dobudowana została dwukondygnacyjna kaplica Mariacka o dachu dwuspadowym z małymi lukarnami (część dachu wielopołaciowego, jaki tworzy wespół z nawowym). Dach jest ograniczony attyką od strony północnej. Fasadą zwrócona jest w stronę placu Zwycięstwa, kalenicą natomiast do ulic: Wojska Polskiego i Niepodległości. Powstała na planie czworoboku, w stylu późnogotyckim, jako ostatnia część obiektu sakralnego.
W części fasadowej umieszczono dwa witrażowe okna o dwóch uskokach, dwóch laskach i dolnych pulpitach parapetowych. Lewe posiada podmurówkę i dodatkowy pulpitowy gzyms parapetowy. Pod prawym oknem znajduje się ostrołukowy portal o pięciu węgarach i boniowanej, zaokrąglonej o pełnym łuku ościeży. Glify o nieregularnym ułożeniu posiadają kształtki o przekroju podwałki, w których zastosowano cegłę wiśniówkę i zendrówkę. Do kaplicy wiodą podwójne drzwi, w górnej części zaokrąglone. Po prawej stronie usytuowana została pięcioboczna wieża, do której od wewnątrz prowadzą schody. Zwieńczona jest ściętym dachem namiotowym w kształcie odwróconego kielicha, który wychodzi poza lico wieży. W środkowej i narożnej części ściana została wzmocniona skarpami, które w górnej części zachodzą na ciągły, prosty tynkowany fryz. W szczycie elewacji znajdują się biało tynkowane blendy. Jest ich dziesięć. Każda para jest przedzielona laską. Położone są symetrycznie względem osi szczytu i tworzą po dwa równej wielkości detale. Nad środkową, najwyższą parą umieszczono blendę kolistą, która nawiązuje do gładkiego tonda. Blendy posiadają nierównomiernie rozmieszczone wąskie otwory okienne i jeden otwór większy o łuku odcinkowym i jednym uskoku. Szczyt zwieńczony jest sześcioma sterczynami, które posiadają dachy namiotowe z kwiatonami.

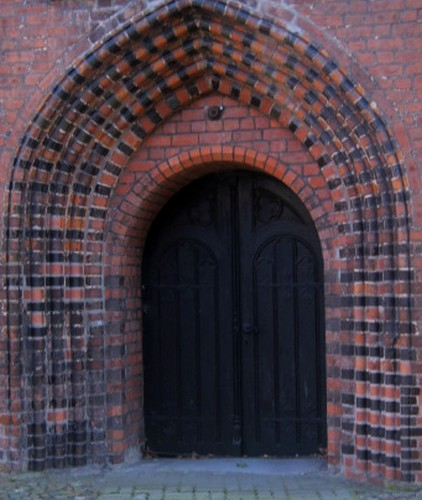
Portal kaplicy Mariackiej

Elewacja zachodnia jest wyposażona w dwa różnej wielkości okna. Pierwsze, pełne z lewej strony jest niemal zaokrąglone. Jest to okno o dwóch uskokach, dwóch laskach oraz pulpitowym parapetem u dołu. Drugie umieszczone po prawej stronie jest węższe (także pełne), o łuku w ośli grzbiet i dwóch uskokach, które jest przedzielone jedną laską i posiadającą w górnej części prosty maswerk. Dół jest wypełniony pulpitowym parapetem. W środkowej części jest umieszczona skarpa, która przedziela fryz ze ślepym maswerkiem pod rustykowym profilem oraz gzymsem. Tę część elewacji wzmacniają także skarpa narożna i pięcioboczna wieża. Elewacja wschodnia jest niemal identyczna jak zachodnia, z tymże okna są niepełne i z podmurówką, u dołu wykończone podwójnym pulpitowym parapetem. Węższe, z maswerkiem znajduje się po lewej stronie i na wprost bliźniaczego, po stronie zachodniej. Elewacja w tej części nie posiada fryzu, wykończona jest natomiast gzymsem, z rustykowym profilem u spodu.
Wnętrze kaplicy składa się z jednego, głównego pomieszczenia, które usytuowano przy zachodniej ścianie. Sala o sklepieniu krzyżowo-żebrowym została wsparta ośmiobocznym filarem. Kubaturą obejmuje połowę kaplicy. Dwa mniejsze, o różnej wielkości i osobne zostały położone na drugiej kondygnacji po stronie wschodniej. Główna sala łączy się z nawą za pomocą portalu, a z górnymi pomieszczeniami i wieżą przy pomocy schodów. Biblioteka kościelna była urządzona w jednym z pomieszczeń na piętrze. W części południowo-wschodniej przyziemia znajduje się krypta grobowa marsz. Adama von Flemminga-Rönza. W 1910 r. sarkofag wraz ze szczątkami zmarłego został przeniesiony do mauzoleum rodowego Flemmingów w Benicach (niem.) Benz koło Kamienia Pomorskiego. Z zabytków krypty pozostało m.in. drewniane epitafium ze złoconą, łacińską inskrypcją, które jest usytuowane na wschodniej ścianie kaplicy.

### Wieża kościelna

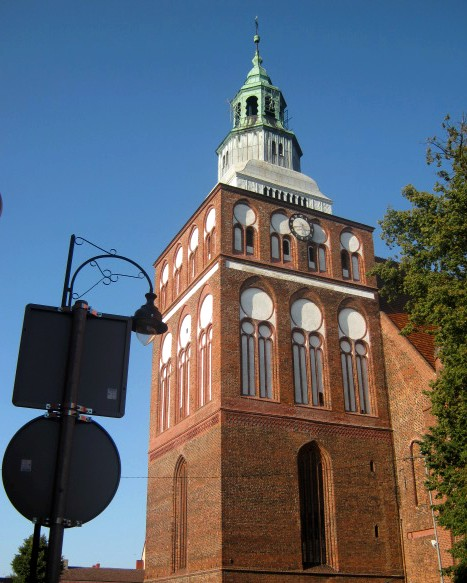
Wieża kościelna

Wieża kościelna (dzwonnica zwarta) fasadą zwrócona jest do ul. Niepodległości. Składa się z pięciu części, które przedzielone zostały gzymsem działowym.
W pierwszej, dolnej części wieży od strony zachodniej znajduje się ostrołukowy portal o ośmiu węgarach. Glify posiadają kształtki o przekroju podwałka, w których zastosowano naprzemiennie cegłę wiśniówkę i zendrówkę. W boniowanej, ostrołukowej ościeży zamontowano drewniane, dwuskrzydłowe drzwi. Nad nadprożem portalu znajduje się tympanon z kartuszem, który ozdabia inskrypcję o treści: Kościół Mariacki w Gryficach. Na południowej ścianie widoczne są ślepe archiwolty. W części drugiej usytuowane zostały trzy pełne gotyckie okna, o łuku w ośli grzbiet i trzech węgarach, przedzielonych trzema laskami (strona południowa, zachodnia i północna). Okna wypełnione są witrażem, u dołu wykończone pulpitowym gzymsem parapetowym. Nad nimi znajduje się szeroki i tynkowany fryz ze ślepym maswerkiem. U dołu, tuż nad licem usytuowanych jest dziesięć detali architektonicznych, tzw. maszkaronów, prawdopodobnie wizerunków budowniczych obiektu oraz fundatorów wieży.
Część trzecia wieży posiada duże ostrołukowe blendy, po trzy na każdej ścianie, które wypełnione są tynkowanym ślepym maswerkiem, zwieńczone zaokrągloną rozetą i podzielone na mniejsze wzdłużne tzw. ślepe biforia (typ stargardzki). Te również posiadają zaokrągloną rozetę i przedzielone są słupkiem i dwoma laskami. Nad nimi jest prosty, tynkowany fryz. W części czwartej umieszczono małe blendy, po cztery na każdej ze ścian, które są wizualnie podobne do większych, z tymże nie posiadają zaokrąglonych, mniejszych rozet i przedzielone są tylko jednym słupkiem biforium. W niektórych z nich pojawiły się otwory okienne. Pomiędzy drugą a trzecią blendą od stron południowej i północnej umieszczone są tarcze zegarowe. Dwie wąskie blendy występują również po stronie wschodniej, w narożu elewacji wieżowej i rozdzielone kalenicą dachu dwuspadowego nad nawą. Blendy są tynkowane na biało. Prócz elementu zdobniczego – spełniają również rolę odciążenia ciężaru wyższych partii obiektu poprzez zmniejszenie grubości muru. Korpus jest zwieńczony gzymsem koronującym o dwóch uskokach.

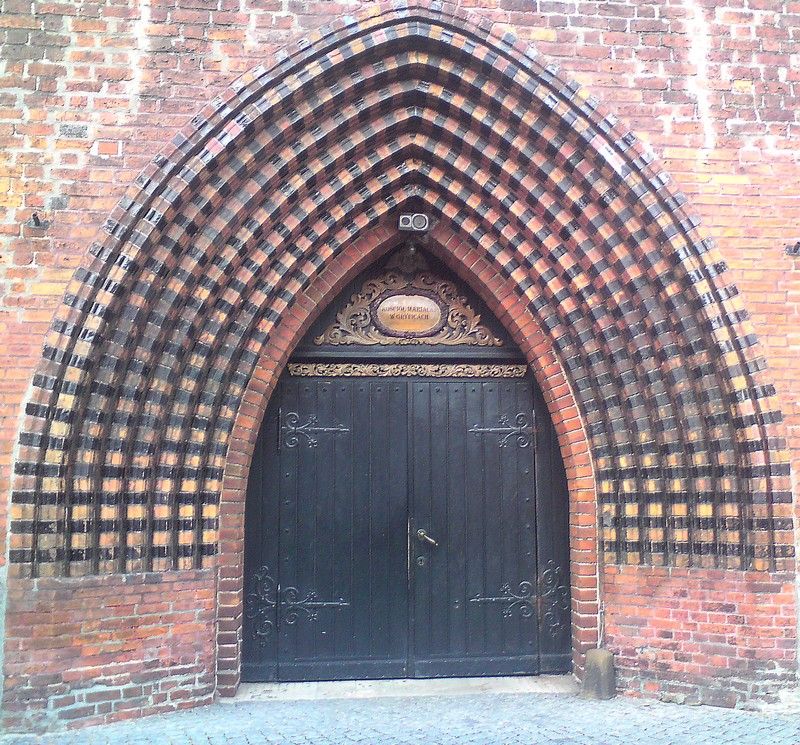
Główny portal kościoła

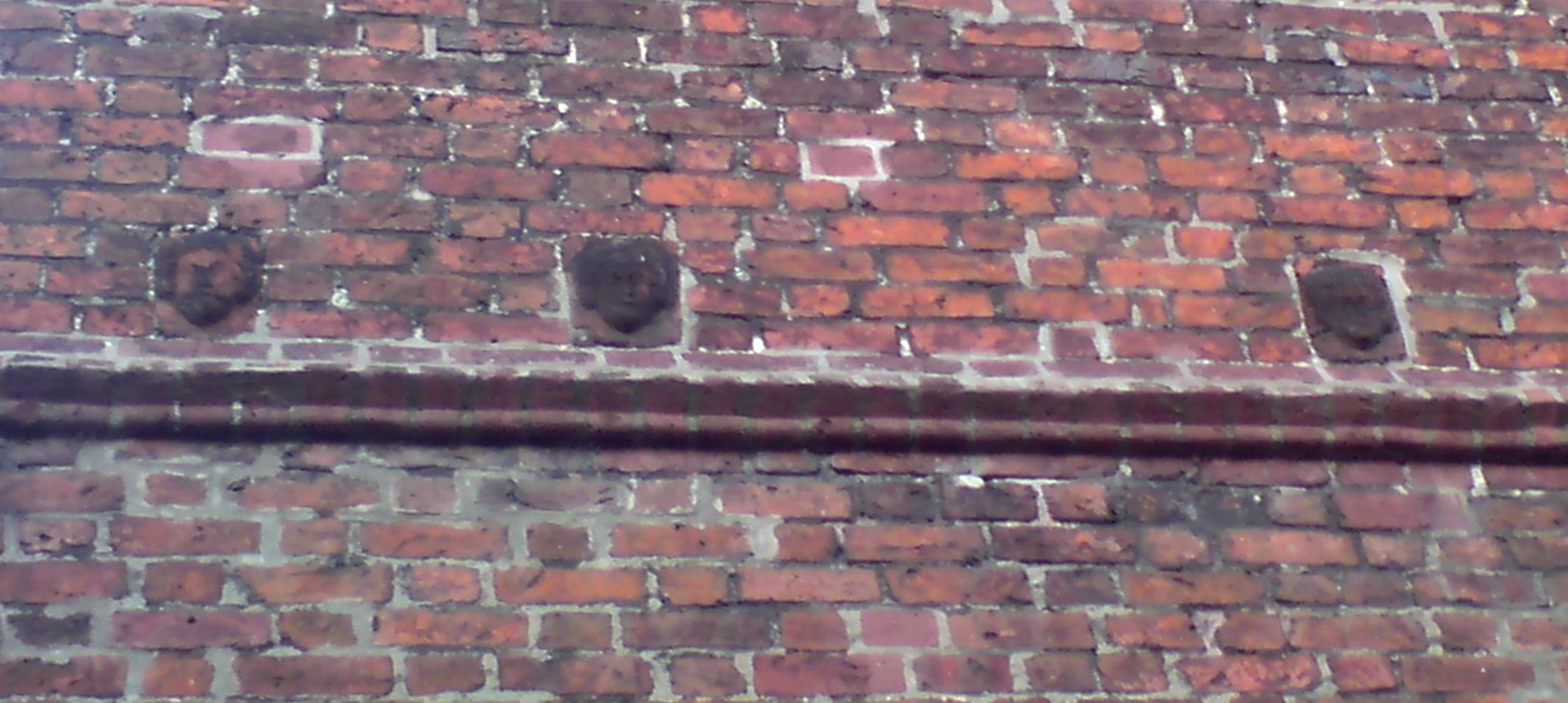
Maszkarony na fasadzie wieży kościelnej

Część piątą i najwyższą wieńczy barokowy, miedziany dach wieżowy. Cokół jego tworzy ścięty dach namiotowy. Nad nim została usytuowana sześcienna konstrukcja, z ośmioma wąskimi otworami głosowymi, które są położone na każdej z czterech ścian i nakryte hełmem. Nad nią zbudowana została ośmioboczna latarnia. Pierwsza, drewniana dolna jej część jest szersza. Posiada na czterech ścianach po dwa wąskie otwory głosowe i nakryta jest ściętym dachem namiotowym. Druga, węższa z ośmioma otworami okiennymi o łukach odcinkowych i wklęsło-wypukłych nasadach (rodzaj balkonu widokowego) jest pokryta, jak pierwsza, tym samym typem zadaszenia. Górną część stanowi iglica, która została zwieńczona kwiatonem.
Wnętrze wieży tworzy kruchta o sklepieniu gwiaździstym. Znajdują się tu: zabytkowa wczesnośredniowieczną chrzcielnica, liczne XVIII-wieczne epitafia i jedno współczesne z 1973 r. Na elewacji wewnętrznej umieszczono również tablice pamiątkowe. Na górną partię wieży prowadzi ostrołukowe wejście wypełnione drewnianym skrzydłem drzwiowym, które znajduje się w ścianie wschodniej kruchty przy południowej elewacji.

### Iluminacja budowli sakralnej
Budowla jako pierwsza z obiektów zabytkowych miasta została oświetlona iluminowanym światłem. Zastosowano tu specjalne oprawy oświetleniowe, które zamontowano w ziemi i ukierunkowano na ściany nośne obiektu. Założone zostały lampy metalohalogenkowe i sodowe. Oświetlony jest również dach wieżowy.

### Źródła online
- Rejestr zabytków nieruchomych – województwo zachodniopomorskie [online], Narodowy Instytut Dziedzictwa, 31 stycznia 2025.

### Opracowania
- Cieśliński A., Tablice epitafijne w kościele pw. WNMP w Gryficach, [w:] Cieśliński A. (red.), Ziemia Gryficka 1993. Kościół katolicki na ziemi gryfickiej, Szczecin-Gryfice 1993.
- Ks.Chorzępa M., Kościelne dzieje Gryfic (1262-1962), [w:] Cieśliński A. (red.), Zeszyty Gryfickie, nr 1, Gryfice 2001.
- Dobosiewicz A., Gryfice na przestrzeni wieków – Gryfice na starej fotografii, Bydgoszcz 2004.
- Frankiewicz B., Z dziejów Kościoła katolickiego na ziemi gryfickiej od średniowiecza do 1945 r., [w:] Cieśliński A. (red.), Ziemia Gryficka 1993. Kościół katolicki na ziemi gryfickiej, Szczecin-Gryfice 1993.
- Jurkiewicz J. L., Kościół Wniebowzięcia NMP w Gryficach, z serii: Zabytki Pomorza Zachodniego, zesz. 4, Stowarzyszenie Zachodniopomorskie Dziedzictwo Kulturowe, Stargard Szczeciński 2011.
- Szczygieł K., Raport o stanie zabytków w Gryficach, [w:] Kozłowski K. (red.), Ziemia Gryficka 1945-1985, Gryfickie Towarzystwo Kultury w Gryficach, Gryfice 1987.

### Opracowania online
- Dzierżko-Bukal I., Powierzchnia i kubatura budynku (pol.), [dostęp 2011-08-22].
- Strona oficjalna parafii NSPJ w Gryficach, Historia parafii pw. Najświętszego Serca Pana Jezusa w Gryficach (pol.), [dostęp 2011-08-23].
- Urząd Miejski w Gryficach, Zabytki (pol.), [w:] Oficjalny serwis miasta, [dostęp 2011-07-31].

### Opracowania prasowe
- Cieśliński A., Barokowe tablice epitafijne, [w:] Cieśliński A. (red.), „Gryficiana”, Magazyn regionalny „Dwutygodnika Gryfickiego”, nr 4, Gryfice 1997.
- Jarząb W., O drodze na szczyt i upadku nieszczęśliwym, „Gryfickie Echa”, z dn. 7 czerwca 2007 r., Gryfice 2007.
- Jarząb W., O komnatach tajemnych i leniwym aniele, „Gryfickie Echa”, z dn. 25 lutego 2010 r., Gryfice 2010.
- Jarząb W., O szkle barwionym w ołowiu osadzonym, „Gryfickie Echa”, z dn. 3 grudnia 2009 r., Gryfice 2009.
- Jarząb W., O tym, że nadziei tracić nie należy, „Gryfickie Echa”, z dn. 24 maja 2007 r., Gryfice 2007.
- Jarząb W., Opowieści z krypty, „Gryfickie Echa”, z dn. 28 stycznia 2008 r., Gryfice 2008.
- (Ski), Główny ołtarz w kościele pw. WNMP w Gryficach. Arcydzieło sztuki barokowej, [w:] Cieśliński A. (red.), „Gryficiana”, Magazyn regionalny „Dwutygodnika Gryfickiego”, nr 20, Gryfice 1997.
- Wyrwiński Z., Kościół pw. Wniebowzięcia Najświętszej Marii Panny w Gryficach, „Nevgazeta gryficka”, z dn. 23 sierpnia 2007 r., Nowogard 2007.
- Wyrwiński Z., Zewnętrzna architektura kościoła pw. WNMP w Gryficach. Elewacja południowa i zachodnia, „Nevgazeta gryficka”, z dn. 6 września 2007 r., Nowogard 2007.
- Wyrwiński Z., Zewnętrzna architektura kościoła pw. WNMP w Gryficach. Elewacja północna i wschodnia, „Nevgazeta gryficka”, z dn. 30 sierpnia 2007 r., Nowogard 2007.